# Draft de l'NBA del 1952
El Draft de l'NBA de 1952 va constar de 10 rondes, en les quals únicament va aparèixer un futur membre del Basketball Hall of Fame, Clyde Lovellette.

## Primera ronda
|  | = All-Star     |
|  | = Hall of Fame |

| Posició | Jugador                | Nacionalitat | Equip NBA              | Universitat/Club  |
| ------- | ---------------------- | ------------ | ---------------------- | ----------------- |
| 1       | Mark Workman (F/C)     | Estats Units | Milwaukee Hawks        | West Virginia     |
| 2       | Jim Baechtold (F/G)    | Estats Units | Baltimore Bullets      | Eastern Kentucky  |
| 3       | Dick Groat (G)         | Estats Units | Fort Wayne Pistons     | Duke              |
| 4       | Bill Mlkvy (F)         | Estats Units | Philadelphia Warriors  | Temple            |
| 5       | Joe Dean               | Estats Units | Indianapolis Olympians | Louisiana State   |
| 6       | Ralph Polson (F/C)     | Estats Units | New York Knicks        | Whitworth College |
| 7       | Bob Stauffer           | Estats Units | Boston Celtics         | Missouri          |
| 8       | Bob Lochmueller (F)    | Estats Units | Syracuse Nationals     | Louisville        |
| 9       | Chuck Darling          | Estats Units | Rochester Royals       | Iowa              |
| 10      | Clyde Lovellette (C/F) | Estats Units | Minneapolis Lakers     | Kansas            |

## Jugadors no escollits en 1a ronda
| Posició | Jugador           | Nacionalitat | Equip NBA             | Universitat/Club  |
| ------- | ----------------- | ------------ | --------------------- | ----------------- |
| 14      | Walt Davis (C/F)  | Estats Units | Philadelphia Warriors | Texas A&M         |
| 39      | Don Meineke (F/C) | Estats Units | Fort Wayne Pistons    | Dayton            |
| 41      | Jack McMahon (G)  | Estats Units | Rochester Royals      | St. John's        |
| 87      | Gene Conley (C/F) | Estats Units | Boston Celtics        | George Washington |